# Dysderina globina
Dysderina globina là một loài nhện trong họ Oonopidae.
Loài này thuộc chi Dysderina. Dysderina globina được Arthur M. Chickering miêu tả năm 1968.